# Ла Кармелита, Ел Порвенир (Канделарија)
Ла Кармелита, Ел Порвенир (шп. La Carmelita, El Porvenir) насеље је у Мексику у савезној држави Кампече у општини Канделарија. Насеље се налази на надморској висини од 10 м.

## Становништво
Према подацима из 2005. године у насељу су живела 2 становника.

### Хронологија
| Година       | 2000        | 2005 |
| ------------ | ----------- | ---- |
| Становништво | 17 (17 / 0) | 2    |

### Попис
| # | Индикатор                        | Вредност |
| - | -------------------------------- | -------- |
| 1 | Укупно појединачних домаћинстава | 1        |